# 上坂酉蔵
上坂 酉蔵（酉三、こうさか とりぞう、1888年（明治21年）12月15日 - 1976年（昭和51年）4月4日）は、日本の商学者。早稲田大学名誉教授。商学博士。宮城県生まれ。

## 来歴
宮城県気仙沼市魚町出身。1914年（大正3年）に早稲田大学高等予科に入学し、翌年 大学部商科に進学。1918年（大正7年）早稲田大学商科卒業。
水産加工の実務に従事しながら苦学し、29歳で大学卒業。1918年4月増田貿易株式会社に入った後、1925年（大正14年）早稲田大学講師となり、翌年 早大留学生としてイギリス、ドイツに各1年滞在。ヨーロッパ留学後、1928年4月帰国し助教授に就任。翌1929年（昭和4年）教授となり日本の貿易と商学についての研究を重ねる。1935年 商学博士の学位を取得。のち早大専門部商科長、商学部長、理事を歴任、1959年（昭和34年）定年制により早大教授を退職、名誉教授。日本大学、立教大学、中央大学、明治大学、東京大学、上智大学の講師を務めた。
1966年（昭和41年）から駒澤大学経済学部長(～1969)。貿易、商業学、商品学など日本の第一人者として活躍、日本商品学会、日本貿易学会各会長、国際経済学会、日本商業学会、日本仲裁学会の各常任理事、日本マーケティング協会顧問（1957年設立時より）などを歴任。著書に「貿易慣習」「貿易契約」「新訂貿易実務」の3部作のほか「貿易経営論」「貿易概論」「商品学概論」「商業概論」「貿易用語辞典」など多数。
1976年（昭和51年）4月4日逝去、享年87歳。

## 人物
応用自然科としての商品鑑定学を樹立し学界に多大の影響を与えた小原亀太郎（1886‐1945）の没後(戦後)に，商品のアメリカ的研究であるマーチャンダイジングとドイツ的研究であるバーレンクンデとの融合を考えた「第三商品学」の構想を提示した。
郷里 宮城県気仙沼市立気仙沼中学校（1947年4月開校）の校歌を作詞（作曲：山田耕作）。
郷土を愛し、その発展にも寄与した功績により、1972年、旧 気仙沼市名誉市民の第1号に選ばれた。

## 著書
- 『貿易經營論』巌松堂書店(1930)[8]
- 『商學概論』東京泰文社(1931)
- 『商業概論』東京泰文社(1931)
- 『貿易實務』東京泰文社(1934)
- 『貿易經營實務』東洋出版社 (1935)
- 『統一國際賣買規則の研究（商英叢書）』有朋堂(1936)
- 『貿易取引條件の研究』泰文社(1938)
- 『戰時貿易實務の知識』泰文社(1939)
- 『國防貿易論』巌松堂書店(1942)
- 『貿易慣習の研究』千倉書房(1943)
- 『中國交易機構の研究』早稲田大学出刷部(1949)
- 『貿易論 : 總論・政策論・日本貿易論』前野書店(1949)
- 『商品學概論』前野書店(1949)[9]
- 『商品用語辞典』ダイヤモンド社(1951)
- 『貿易実務』東洋経済新報社 (1953)
- 『貿易概論 ― 貿易実態の分析と綜合』 (1953)
- 『現代経済知識全集 35 貿易売買の知識』中央経済社（1954.8）
- 『国際貿易基準』東京商工会議所(1955)
- 『貿易実務 輸出入業務の理論と実際 全訂版』東洋経済新報社 (1956)
- 『貿易実務 輸出入業務の理論と実際 修正版』東洋経済新報社 (1957)
- 『商品学概論』同文舘(1957)
- 『体系 商業學 向井鹿松・福田敬太郎 責任編集』千倉書房（1958.2.25）
- 『貿易慣習（貿易研究）』東洋経済新報社 (1960)
- 『鶏肋集（上坂酉三 研究・断想）』早稲田大学出版部(1959)
- 『貿易契約』東洋経済新報社 (1960)
- 『貿易実務 新版（貿易研究）』東洋経済新報社 (1961)
- 『貿易概論―「新編」最近の貿易問題』(1963)
- 『貿易実務辞典』青林書院新社（1964.6）
- 『貿易実務 新訂版 貿易研究〈第3部〉』 東洋経済新報社(1965)
- 『商学概論』前野書店(1966)
- 『商品大辞典 増訂新版』東洋経済新報社(1967)
- 『貿易実務辞典 増補』青林書院新社(1967)
- 『商品大辞典 改訂版 編著』東洋経済新報社 (1969)
- 『商品学概論 増補版』同文舘出版(1969)
- 『貿易用語辞典』東洋経済新報社(1971)
- 『商学概論 改訂版』前野書店（1973.1）
- 『貿易実務辞典 改訂増補版』青林書院新社(1975)
- 『商品大辞典 編著』東洋経済新報社(1976)
- 『貿易用語辞典 全訂版』東洋経済新報社(1977)
- 『貿易実務 新訂版』 東洋経済新報社 (1980)
- 『国際貿易条件基準』国際商事仲裁協会(1982)
- 『貿易用語辞典 第3版』東洋経済新報社（1983.2）